# Nishinoshima
Nishinoshima (jap. 西ノ島町 Nishinoshima-chō) – miasto w Japonii, na wyspie Nishinoshima, w prefekturze Shimane. Według danych na rok 2020 miejscowość zamieszkiwało 2 788 mieszkańców , a gęstość zaludnienia wyniosła 49,8 os./km².